# Chiton (keverslak)
Chiton is een geslacht van keverslakken uit de familie Chitonidae.  

## Soorten
- Chiton canariensis d'Orbigny, 1840
- Chiton corallinus (Risso, 1826)
- Chiton granosus Frembly, 1827
- Chiton hululensis (Smith E.A. in Gardiner, 1903)
- Chiton marmoratus Gmelin, 1791
- Chiton olivaceus Spengler, 1797 - Olijfkleurige schubkeverslak
- Chiton phaseolinus Monterosato, 1879
- Chiton squamosus Linnaeus, 1764
- Chiton sulcatus Wood, 1815 - Zwarte schubkeverslak
- Chiton tuberculatus Linnaeus, 1758
- Chiton virgulatus Sowerby, 1840